# 賴俊羽
賴俊羽（1978年—），台灣電影導演，台北藝術大學科技藝術研究所畢業，國立清華大學、國立臺北藝術大學助理教授，曾以短片《告別式》獲2004年台北電影節台北主題獎首獎，短片《四分人》入圍金穗獎「最佳導演」、「最佳影片」獲「最佳劇本」，2007參與電影《不能說的祕密》特效製作，榮獲金馬獎「最佳視覺效果」。2009年執導電視電影《遺落玻璃珠》入圍金鐘獎「最佳迷你劇集」、「最佳導演」，獲金鐘獎「創新技術獎」、「最佳剪接」。《遺落玻璃珠》入圍2010年「比利時布魯塞爾奇幻影展」，2011年電影企劃《校園愛情風水奇案》入選HAF香港亞洲電影投資會，獲頒「Technicolor亞洲大獎」； 2013年首次執導長片，由黃志明、蘇照彬 監製，陳柏霖與陳意涵主演《追愛大佈局》（《愛情無全順》）開創奇幻校園愛情喜劇新類型 ,  獲選海峽兩岸最受觀眾票選台灣電影；2016年紀錄台灣繪本教父鄭明進與插畫家呂遊銘師生故事入選高雄電影節。2016改編台灣史上重大犯罪案件《搜查瑠公圳》 獲得2017年獲選金馬獎創投會。2019《惡刑循環》入選西班牙Sitges奇幻影展 , 2020BIFFF比利時布魯塞爾奇幻影展。

## 執導作品
| 2004 
| 告別式
- 台北電影節台北主題獎首獎

| 2005 
| 告別式之告別視
- 入圍台北電影節台北主題獎

| 2007
| 不能說的秘密| 視覺效果指導
- 金馬獎最佳視覺效果

| 2009
| 遺落的玻璃珠
- 台北電影節 最佳劇情片 最佳導演
- 比利時布魯塞爾奇幻影展
- 入圍金鐘獎最佳導演 最佳迷你劇集
- 保加利亞電視金櫃節
- 金鐘獎創新技術獎   最佳剪接

| 2011
| 四分人
- 入圍金穗獎 最佳導演 最佳劇本
- 金穗獎最佳劇本
- 高雄電影節國際短片競賽

| 2013
| 愛情無全順（中國譯名： 追愛大佈局）
- 入圍第七屆 海峽影視季 最受觀眾歡迎台灣電影

| 2016
| 泡沫之夏（2016 7/22上映）
- 入圍新浪 最受觀眾期待改編電影

| 2016
| 童夢—旅美畫家呂游銘的逐夢旅程
| 2019
| 堀川（制作中）
- 入選2017 金馬創投

| 2019 | 惡刑循環
- 入選2019 西班牙Sitges奇幻影展

| 2020 | 預支未來（改編自105年文化部電視劇本創作獎佳作作品「未來商城」）
- 2020年12月3日優酷懸疑劇場首播
- 2020年12月10日Netflix myVideo聯映

| 2022 | 乩身由Netflix投資 改編自台灣小說家星子同名作品
- 預計2024年播映

| 2025 | 搜查瑠公圳

## 外部連結
- 台灣電影網 電影工作者 賴俊羽
- 周杰倫扮宅男力挺《愛情無全順》 （页面存档备份，存于）